# Miroslav Šimonovič
Miroslav Šimonovič (* 10. srpen 1974, Poprad) je bývalý slovenský hokejový brankář.

## Klubový hokej
Je odchovancem popradského hokeje. Debut v extralize zaznamenal v ročníku 1994/95. Pravidelně však začal v nejvyšší soutěži chytat až v HC Košice (sezóna 1998/99). Další dva roky odehrál znovu v Popradu, pak ho angažoval český klub HC Plzeň. První čtyři utkání mu nevyšly a dostal se do pozice třetího brankáře, který ani necestoval na zápasy venku. S vedením se dohodl na předčasném ukončení smlouvy a vrátil se do Popradu, kde byl s procentuální úspěšností 93,4 oporou týmu. Po sezóně opět podepsal kontrakt s Košicemi, další dva roky působil v MsHK Žilina. Ročníky 2005/06 a 2006/07 chytal za HKm Zvolen, v sezónách od roku 2007 po rok 2009 byl opět hráčem svého mateřského klubu HK Aquacity ŠKP Poprad. V sezóně 2010 - 2011 hrál za HC'05 Banská Bystrica a od prosince 2011 je znovu hráčem HK AutoFinance Poprad.

### Klubová kariéra
- 1994/1995 HK Aquacity ŠKP Poprad	Extraliga (SVK)
- 1995/1996 HK Aquacity ŠKP Poprad	Extraliga (SVK), HK Spišská Nová Ves 1. liga (SVK)
- 1996/1997 HC Košice	Extraliga (SVK), HK Dukla Ingema Michalovce 1. liga (SVK)
- 1997/1998 HC Košice	Extraliga (SVK)
- 1998/1999 HC Košice	Extraliga (SVK)
- 1999/2000 HK Aquacity ŠKP Poprad	Extraliga (SVK)
- 2000/2001 HK Aquacity ŠKP Poprad	Extraliga (SVK)
- 2001/2002 HC Plzeň	Extraliga (CZE), HK Aquacity ŠKP Poprad Extraliga (SVK)
- 2002/2003 HC Košice	Extraliga (SVK)
- 2003/2004 MsHK Žilina	Extraliga (SVK)
- 2004/2005 MsHK Žilina	Extraliga (SVK)
- 2005/2006 HKm Zvolen	Extraliga (SVK)
- 2006/2007 HKm Zvolen	Extraliga (SVK)
- 2007/2008 HK Aquacity ŠKP Poprad	Extraliga (SVK)
- 2008/2009 HK Aquacity ŠKP Poprad	Extraliga (SVK)

## Reprezentace
V slovenské reprezentaci odchytal 37 zápasů. Zúčastnil se MS 1999 a MS 2002 (zlato) a reprezentoval i na zimní olympiádě 1998 v Naganu.

### 2007
Trenér Július Šupler ho nominoval na Škoda Cup 2007. Po setkání s Německem (Slovensko prohrálo 2:3 po samostatných nájezdech) byl vyhlášen za nejlepšího hráče svého týmu, odmítl však převzít cenu, protože se domníval, že si ji nezasloužil.